# Liste der Einträge im National Register of Historic Places im Vermilion County (Illinois)

Lage des Vermilion County in Illinois

Die Liste der Einträge im National Register of Historic Places im Vermilion County in Illinois führt alle Bauwerke und historischen Stätten im Vermilion County auf, die in das National Register of Historic Places aufgenommen wurden.

## Legende
| NRHP | Historic Place    |
| HD   | Historic District |

## Aktuelle Einträge
| [ 2 ] | Name                                                                             | Bild                                                                             | Eintragsdatum        | Lage                                                                         | Ort       | Beschreibung                                            |
| ----- | -------------------------------------------------------------------------------- | -------------------------------------------------------------------------------- | -------------------- | ---------------------------------------------------------------------------- | --------- | ------------------------------------------------------- |
| 1     | Adams Building                                                                   | Adams Building                                                                   | 2000 ID-Nr. 00001337 | 139-141 North Vermilion Street 40° 7′ 39″ N, 87° 37′ 47″ W                   | Danville  |                                                         |
| 2     | Building at 210-212 West North Street                                            | Building at 210-212 West North Street                                            | 2000 ID-Nr. 00001334 | 210-212 West North Street 40° 7′ 34″ N, 87° 38′ 0″ W                         | Danville  |                                                         |
| 3     | Collins Archeological District                                                   | Collins Archeological District                                                   | 1979 ID-Nr. 79000872 | Westlich des Lake Mingo im Kennekuk County Park 40° 12′ 28″ N, 87° 44′ 32″ W | Danville  | Seit den 1970er Jahren Teil des Kennekuk County Park    |
| 4     | Dale Building                                                                    | Dale Building                                                                    | 2000 ID-Nr. 99001711 | 101-103 North Vermillion Street 40° 7′ 35″ N, 87° 37′ 47″ W                  | Danville  |                                                         |
| 5     | Danville Branch, National Home for Disabled Volunteer Soldiers Historic District | Danville Branch, National Home for Disabled Volunteer Soldiers Historic District | 1992 ID-Nr. 91001973 | 1900 und 2000 East Main Street 40° 7′ 28″ N, 87° 35′ 15″ W                   | Danville  |                                                         |
| 6     | Danville Public Library                                                          | Danville Public Library                                                          | 1978 ID-Nr. 78003064 | 307 North Vermillion Street 40° 7′ 46″ N, 87° 37′ 46″ W                      | Danville  | Das Gebäude dient heute als Vermilion County War Museum |
| 7     | Fischer Theatre                                                                  | Fischer Theatre                                                                  | 2001 ID-Nr. 01000978 | 158-164 North Vermillion Street 40° 7′ 41″ N, 87° 37′ 49″ W                  | Danville  |                                                         |
| 8     | Fithian House                                                                    | Fithian House                                                                    | 1975 ID-Nr. 75002060 | 116 North Gilbert Street 40° 7′ 39″ N, 87° 38′ 10″ W                         | Danville  |                                                         |
| 9     | Holland Apartments                                                               | Holland Apartments                                                               | 1988 ID-Nr. 88002232 | 324-326 North Vermilion Street 40° 7′ 48″ N, 87° 37′ 49″ W                   | Danville  |                                                         |
| 10    | Hoopes-Cunningham Mansion                                                        | Hoopes-Cunningham Mansion                                                        | 1985 ID-Nr. 85002307 | 424 East Penn Street 40° 27′ 59″ N, 87° 39′ 56″ W                            | Hoopeston |                                                         |
| 11    | Hoopeston Carnegie Public Library                                                | Hoopeston Carnegie Public Library                                                | 2002 ID-Nr. 02000458 | 110 North 4th Street 40° 28′ 7″ N, 87° 39′ 54″ W                             | Hoopeston |                                                         |
| 12    | Stone Arch Bridge                                                                | Stone Arch Bridge                                                                | 1986 ID-Nr. 86001087 | 760-800 East Main Street 40° 7′ 29″ N, 87° 37′ 3″ W                          | Danville  |                                                         |

## Frühere Einträge
| [ 2 ] | Name            | Bild            | Eintragsdatum        | Lage                                                       | Ort      | Beschreibung                                                              |
| ----- | --------------- | --------------- | -------------------- | ---------------------------------------------------------- | -------- | ------------------------------------------------------------------------- |
| 1     | Temple Building | Temple Building | 2000 ID-Nr. 00001457 | 102-106 North Vermilion Street 40° 7′ 35″ N, 87° 37′ 48″ W | Danville | Das Gebäude wurde im Jahr 2002 abgerissen und aus dem Register gestrichen |